# Les Clérimois
Les Clérimois ist eine französische Gemeinde mit 298 Einwohnern (Stand 1. Januar 2022) im Département Yonne in der Region Bourgogne-Franche-Comté (vor 2016 Bourgogne). Sie ist Teil des Kantons Brienon-sur-Armançon (bis 2015: Kanton Villeneuve-l’Archevêque). 

## Geografie
Les Clérimois liegt etwa zwölf Kilometer ostnordöstlich von Sens und etwa 58 Kilometer westlich von Troyes. Umgeben wird Les Clérimois von den Nachbargemeinden Voisines im Norden und Nordwesten, Lailly im Nordosten, Foissy-sur-Vanne im Osten, Les Vallées de la Vanne im Süden und Südosten, Pont-sur-Vanne im Süden und Südwesten sowie Fontaine-la-Gaillarde im Westen.

## Bevölkerungsentwicklung
| Jahr                       | 1962 | 1968 | 1975 | 1982 | 1990 | 1999 | 2006 | 2013 |
| Einwohner                  | 202  | 185  | 154  | 199  | 231  | 233  | 233  | 281  |
| Quellen: Cassini und INSEE |      |      |      |      |      |      |      |      |

## Sehenswürdigkeiten

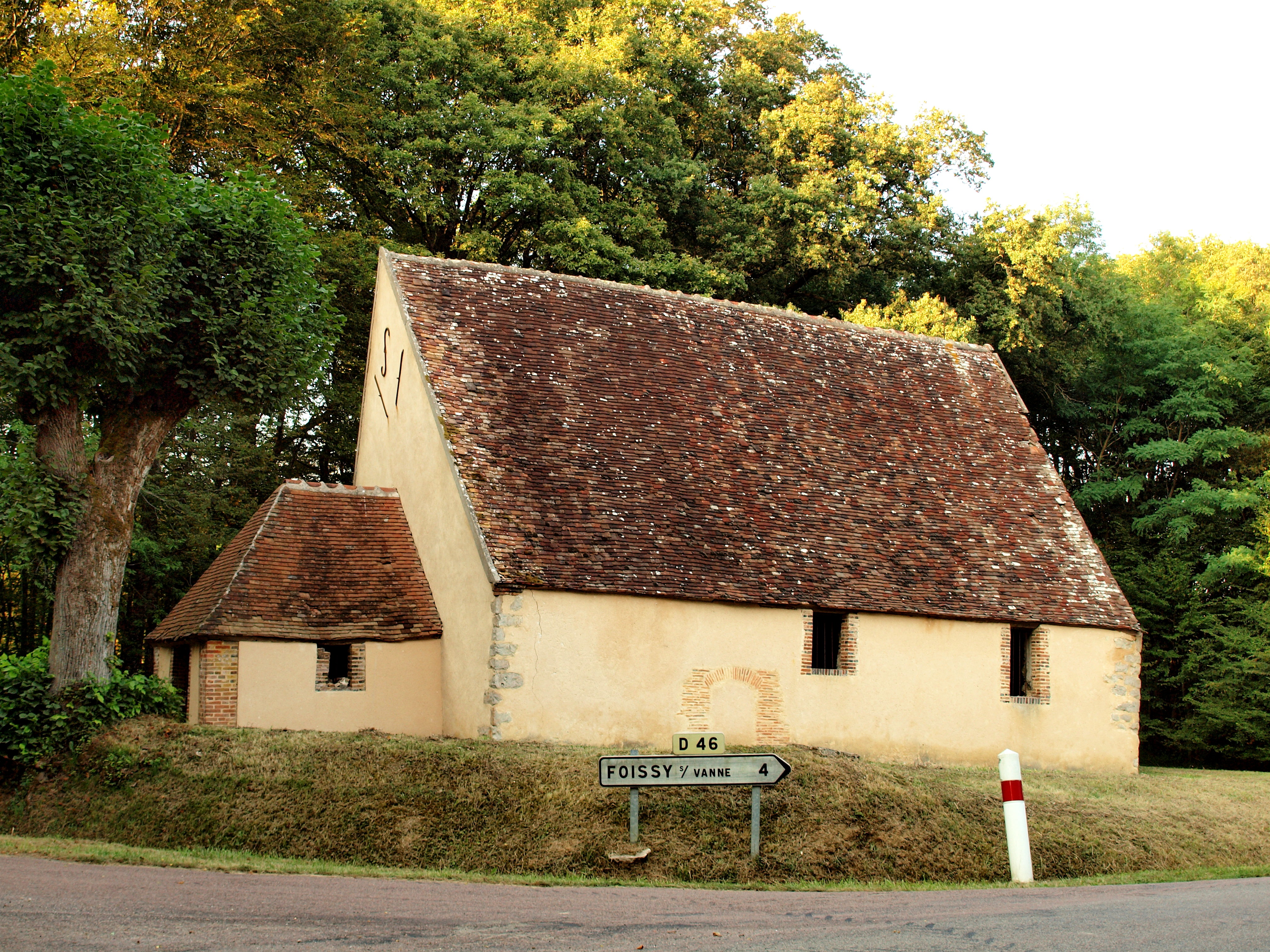
Kapelle Saint-Léonard

- Kirche Notre-Dame
- Kapelle Saint-Léonard